# 朝倉利夫
朝倉 利夫（あさくら としお、1956年7月19日 - ）は、フリースタイル及びグレコローマンスタイルのレスリング選手である。階級は52kg級。現在は国士舘大学の教授。国士舘大学では子供レスリング教室もしている。さらに拓真館レスリングクラスで師範を務めている。

## 来歴
最初はグレコローマンスタイルのレスリング選手だった。鹿児島商工高から国士舘大学に進むと、1978年の全日本選手権52kg級で2位となった。1979年には国士舘大学助手となり全日本選手権52kg級で優勝すると、世界選手権でも3位になった。1980年の全日本選手権でも優勝して、モスクワオリンピック代表となるが、ボイコットのために幻の代表に終わった。1981年にはモントリオールオリンピック金メダリストの高田裕司が引退したためにフリースタイルの52kg級に転向すると、全日本選手権と世界選手権で優勝を飾った。また、アジア選手権でも優勝した。1982年には全日本選手権で優勝するも、世界選手権では3回戦で敗れたが、アジア大会では優勝を飾った。1983年には国士舘大学教員となり、全日本選手権では5連覇を達成するが、世界選手権では2位に終わり2連覇はならなかった。アジア選手権ではグレコローマンの57kg級で優勝、フリースタイルの57kg級では2位となった。1984年の全日本選手権ではカムバックしてきた館林高校教員の高田裕司に敗れて2位にとどまり、ロサンゼルスオリンピックには出場できなかった。1985年の全日本選手権では57kg級で優勝すると、1987年まで3連覇を達成した。しかし、1988年のソウルオリンピックには出場できなかった1990年の全日本選手権ではグレコローマン時代を含めて9度目の優勝を飾った。

## 主な戦績
グレコローマンスタイルでの戦績（52kg級）
- 1978年 -　全日本選手権　2位
- 1979年 -　全日本選手権　優勝
- 1979年 -　世界選手権　3位
- 1980年 -　全日本選手権　優勝

フリースタイルでの戦績
52kg級
- 1981年 -　全日本選手権　優勝
- 1981年 -　世界選手権　優勝
- 1981年 -　アジア選手権 優勝
- 1982年 -　全日本選手権　優勝
- 1982年 -　アジア大会　優勝
- 1983年 -　全日本選手権　優勝
- 1983年 -　世界選手権　2位
- 1983年 -　アジア選手権 優勝(グレコローマン57kg級)　2位(フリースタイル57kg級)
- 1984年 -　全日本選手権　2位

57kg級
- 1985年 -　全日本選手権　優勝
- 1985年 -　世界選手権　4位
- 1986年 -　全日本選手権　優勝
- 1986年 -　アジア大会 3位
- 1987年 -　全日本選手権　優勝
- 1987年 -　世界選手権　7位
- 1990年 -　全日本選手権　優勝